# Penstemon virgatus
Espèce
Penstemon virgatus  est une espèce de plantes de la famille des Plantaginacées, originaire d'Amérique du Nord. Elle est connue sous le nom de  Upright Blue Beardtongue ou Wandbloom Beardtongue en anglais.

## Description
Cette espèce est pérenne et peut atteindre 1m de hauteur. Les fleurs sont généralement de couleur violette.